# 리넌트 컨벤션 센터
리넌트 컨벤션 센터, 또는 멤피스 쿡 컨벤션 센터는 미국 테네시주 멤피스 시내에 위치한 컨벤션 센터이다. 건물은 주간고속도로 제40호선 바로 남쪽에 있는 미시시피 강 동쪽에 있으며, 높은 전시 공간은 노스 프론트 스트리트에 걸쳐 있다.
주목할만한 연례 행사로는 오토존 전국 판매 회의, 멤피스 국제 자동차 쇼, 미드 사우스 팜 & 진 쇼를 진행한다.
이 건물은 1967년 헤이글룬드와 베너블 아키텍트, 엘러 & 리브스(구조적) 및 앨런 & 호샬(기계)에 의해 설계되었고, 윌리엄슨 파운더스 건축사 및 피커링의 합작 투자와 함께 디자인 건축가 LMN 설계자 의 2003년 캐논 센터를 포함하도록 확장되었다.